# Fábio Pena
Fábio Henrique Pena (* 27. August 1990 in Pires do Rio) ist ein ehemaliger brasilianischer Fußballspieler.

## Karriere
Fábio spielte in seiner brasilianischen Heimat für den Mogi Mirim EC. 2010 unterschrieb er einen Vertrag beim japanischen Zweitligisten Roasso Kumamoto, bestritt 90 Zweitligaspiele und schoss dabei neun Tore. 2015 kehrte er nach Brasilien zurück und unterschrieb einen Vertrag bei Real Noroeste. 2016 wechselte er zum indischen Shillong Lajong FC. 2017 beendete er seine Karriere als Fußballspieler.